# Levels (canção de Avicii)
"Levels" (estilizado como "LE7ELS") é uma música de house progressivo do DJ sueco Avicii, lançada em 28 de outubro de 2011 pela Universal Music Group. A canção alcançou a primeira posição da parada de singles da Suécia. Fora da Suécia, "Levels" liderou as paradas na Noruega e ficou entre as dez primeiras posições nas paradas da Áustria, Bélgica, Dinamarca, Irlanda, Países Baixos, Suíça e Reino Unido. A música recebeu certificação de diamante no Brasil, oito certificações de platina na Suécia, três no Reino Unido e nos Estados Unidos.
Antes do lançamento oficial, uma versão demo instrumental, que ainda não tinha o nome de "Levels", foi tocada pela primeira vez no programa Essential Mix da BBC Radio 1, no Reino Unido, em 11 de dezembro de 2010. A versão final só foi apresentada no Ultra Music Festival, em março de 2011. Após isso, "Levels" tocou em vários clubes e festivais ao redor do mundo antes de ser lançada no iTunes. Avicii revelou que criou a música com a intenção de incorporar um sample vocal da canção gospel de 1962, "Something's Got a Hold on Me", de Etta James.
O videoclipe foi dirigido por Petro Papahadjopoulos, que teve a ideia do conceito após uma entrevista por telefone com Avicii sobre o "simbolismo" por trás de "Levels". O clipe retrata um empresário que começa a dançar em seu escritório na frente de seus colegas e chefe, até ser imobilizado por um oficial e levado ao hospital. Aos poucos, os funcionários do hospital começam a dançar involuntariamente após dois deles tocarem uma flor que brota da boca do empresário. Muitos fãs e críticos consideram "Levels" a melhor música de Avicii e uma das maiores músicas de EDM de todos os tempos, principalmente devido ao seu sucesso nas paradas e ao riff de sintetizador reconhecível.

## Composição

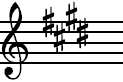
E Major key signature.

"Levels" é uma música de house progressivo que contém elementos de soul, EDM e house, com sintetizadores pesados e agudos, uma linha de baixo e uma batida tranquila. A música é definida em tempo comum com 126 batidas por minuto. Foi produzido na chave de C♯ menor, com uma simples progressão de acordes de C#m-E-B-A. Ele faz sample das letras do single de 1962, "Something's Got a Hold on Me" de Etta James, consistindo apenas em "Oh, sometimes I get a good feeling, yeah. Get a feeling that I never never never had before. No, no. I get a good feeling, yeah".

## Remixes
Esta canção foi remixada por vários artistas, incluindo Cazzette, Skrillex e Noise Inc.

## Faixas
- Download digital

1. "Levels" (radio edit) – 3:19
2. "Levels" (original version) – 5:37
3. "Levels" (instrumental radio edit) – 3:19
4. "Levels" (instrumental version) – 5:38

- CD single

1. "Levels" (radio edit) – 3:20
2. "Levels" (original version) – 5:37

- The Remixes EP[5]

1. "Levels" (Skrillex Remix) – 4:41
2. "Levels" (Cazzette NYC Mode Mix) – 5:54
3. "Levels" (Cazzette NYC Mode Radio Edit) – 3:37